# Inflancka (zajezdnia autobusowa)
Inflancka – zajezdnia autobusowa należąca do Miejskich Zakładów Autobusowych w Warszawie. Została zlikwidowana 1 czerwca 2003 roku. Znajdowała się przy ulicy Inflanckiej.

## Historia
Budowę zajezdni R-5 „Inflancka” rozpoczęto jeszcze w latach trzydziestych XX wieku, jednak z powodu wybuchu II wojny światowej budowę zajezdni ukończono dopiero w roku 1951 (według innych źródeł w roku 1948). Przez wiele lat była najważniejszą zajezdnią autobusową w Warszawie i jako jedyna posiadała pełne wyposażenie zaplecza technicznego. Do początku lat siedemdziesiątych, kiedy cały dotychczasowy tabor wymieniono na Jelcze-Berliety PR100 (#3300-#3666), „Inflancka” posiadała niemal każdy typ autobusu, który był w taborze warszawskich autobusów. 
Następne zmiany taborowe miały miejsce w grudniu 1979 roku, kiedy to dostarczono partię Ikarusów 280.11, natomiast w roku 1981 dostarczono pierwsze Ikarusy 260.04 (#1-#36). Dwa lata później kasacji uległ ostatni inflancki Jelcz-Berliet PR100. W połowie lat dziewięćdziesiątych na terenie R-5 „Inflancka” stacjonowały pojedyncze egzemplarze próbnie sprowadzonych do stolicy autobusów. Były to:
- sprowadzony do Warszawy w grudniu 1994 roku jeden egzemplarz Neoplana N4020 o numerze taborowym 6455, obecnie 6430 (w latach 1997-1999 Miejskie Zakłady Autobusowe zakupiły kolejne 103 Neoplany).
- sprowadzone do Warszawy w październiku 1994 roku pięć sztuk Ikarusów 405.01 o numerach taborowych 6450-6454 (pierwotnie obsługiwały linię Airport-City, po jej likwidacji obsługiwały linie lokalne, by ostatecznie w roku 2002 opuścić Warszawę - jeden egzemplarz otrzymało Towarzystwo Miłośników Miasta Bydgoszczy, a w 2011 roku ten egzemplarz trafił do Klubu Miłośników Komunikacji Miejskiej w Warszawie).
- sprowadzony do Warszawy w 1995 roku jeden egzemplarz Jelcza M121M (nr. tab. 4550, od roku 2003 nr. tab. 4590). W 1997 i 1998 roku zakupiono następnych 108 „gniotów”.
- sprowadzone do Warszawy w październiku 1995 roku dwa egzemplarze Ikarusa 411.08 o numerach taborowych 6550 i 6551, oba wozy stacjonowały w zajezdni „Stalowa”, od roku 2003 nr tab. 6530 i 6531.
- sprowadzone do Warszawy w kwietniu 1996 roku dwa egzemplarze Ikarusa 417.08 (nr tab. 7550 i 7551, od roku 2003 nr tab. 7530 i 7531).

Liczba taboru niskopodłogowego  stopniowo rosła dzięki dostawie kolejnych Neoplanów N4020 (1997), Solarisów Urbino 15 I (1999), MAN-ów NG313 (2001) i używanego piętrowego MAN-a SD202, którego przeznaczono do obsługi linii turystycznej 100.
W związku z wysoką wartością działki, na której znajdowała się zajezdnia, w roku 2003 podjęto decyzję o likwidacji „Inflanckiej”.
Ostatecznie zakład R-5 zniknął z mapy warszawskich zajezdni autobusowych w dniu 1 czerwca 2003 roku. Wszystkie stacjonujące tam dotychczas autobusy przeniesiono do innych zajezdni.
Obecnie na terenie dawnej zajezdni „Inflancka” znajduje się osiedle mieszkalne i kompleks biurowy Gdański Business Center.
W 2006 roku (z podobnych przyczyn) podjęto także decyzję o likwidacji zajezdni „Chełmska”.